# Солов'ї Галичини
«Солов'ї́ Галичини́» — жіноче вокальне тріо Тернопільської обласної філармонії. Утворене 1 серпня 1997 року.

## Склад
Вокалістки: Н. Борисюк (до 2000), О. Лісовець (від 2000), І. Музика, Н. Татарчук.
Художній керівник — Богдан Іваноньків, концертмейстер — І. Кучма.

## Досягнення
Колектив — лауреат всеукраїнського конкурсу «Перлини сезону» в номінації «народна пісня» (1995), переможець фестивалів «Лемківська ватра» у м. Ждиня (2004, 2005, Польща), «Дзвони Лемківщини» в м. Монастириськах (2004, 2005), етнічного фестивалю у Венеції (2005, Італія); сольний концерт в Андріївській церкві (2005, м. Київ).

## Програми
«Солов'ї Галичини» виступали з програмами:
- сольний концерт (2001),
- «Люблю землю свою» (2002),
- «Затремтіли струни у душі моїй» (2004),
- «Як я си заспівам трьома голосами» (2005),
- «Солов'їне крещендо» (2007);

## Студійні записи
Записали 2 компакт-диски:
- «Любимо землю свою»,
- «Як я си заспівам трьома голосами».

### Любимо землю свою
1. Любимо землю свою — музика Б. Фільц, слова М. Сингаївського
2. Київські дзвони — слова і музика Є. Садовського
3. Найдорожча — музика А. Кос-Анатольського, слова В. Надилейка
4. Одкаль соненько сходило — українська народна пісня з Лемківщини в обробці А. Кос-Анатольського
5. Скажи мені правду — народна пісня на слова О. Чужбинського, музика В. Таловирі
6. Ой продала дівчинонька серце — українська народна пісня в обробці Б. Фільц
7. Журавка — музика О. Білаша, слова В. Юхимовича, аранжування Б. Іваноньківа
8. Ходила я по садочку — українська народна пісня в обробці М. Федоріва
9. Ти си гадаш, мій Андрійку — українська народна пісня з Лемківщини в обробці М. Смагітеля
10. В калиновім лісі — українська народна пісня з Лемківщини в обробці С. Людкевича
11. Жала Ганнуся — українська народна пісня в обробці В. Барвінського, перекладення для вокального тріо Б. Іваноньківа
12. Дала-с мене, моя мамо — в записі сестер Байко
13. Ой ти, дубочку кучерявий — музика Б. Фільц, слова І. Франка
14. Ти до мене не ходи — українська народна пісня в обробці А. Кос-Анатольського
15. Коли заснули сині гори — музика та слова А. Кос-Анатольського
16. Як я спала на сені — українська народна пісня з Лемківщини в обробці Б. Іваноньківа
17. Тополина баркарола — музика П. Майбороди, слова В. Сосюри
18. Айстри — музика М. Лисенка, слова Олесандра Олеся
19. Пісня про рушник — музика П. Майбороди, слова А. Малишка, аранжування Б. Іваноньківа
20. Під твою милість — музика І. Соневицького, аранжування Б. Іваноньківа

### Як я си заспівам трьома голосами
1. Як я си заспівам — обробка І. Майчика
2. Дома — автор О. Воробель, читає І. Дуда
3. Паперушко — обробка О. Кос-Анатольського
4. Не хвалюся — обробка Ярославенка, фортепіанний супровід О. Кос-Анатольського
5. В калиновім лісі — обробка С. Людкевича
6. Одкаль соненько сходила — обробка О. Кос-Анатольського
7. Ой знати, ой знати — обробка Б. Іваноньківа, аранжування С. Степаніва
8. Дала-с мене, моя мамо — в записі сестер Байко
9. Там, на луці зеленій — обробка і вокал Б. Іваноньківа, аранжування С. Степаніва
10. Ти си гадаш — обробка М. Смагітеля
11. Чиє ж то полечко — обробка Б. Іваноньківа, аранжування С. Степаніва
12. Зозулечка кукат — фортепіанний супровід М. Колесси, обробка Б. Іваноньківа
13. Як єм ишла — обробка Б. Іваноньківа, аранжування С. Степаніва
14. Наша Анничка
15. Вертай, дівче — обробка Б. Іваноньківа, аранжування С. Степаніва
16. Як я спала на сені — обробка Б. Іваноньківа, аранжування С. Степаніва, флейта Р. Чорнозуб